# 西岭镇 (大邑县)
西岭镇，原名雙河鄉，是中华人民共和国四川省成都市大邑县下辖的一个乡镇级行政单位。1992年雙河鄉升格為了西嶺鎮。2008年時該鎮有6549人。西嶺雪山即在該鎮境內。

## 行政区划
西岭镇下辖以下地区：
沙坪村、花石村、大龙村、荣华村、高店村和飞水村。